# Monument memorial împotriva războiului și fascismului

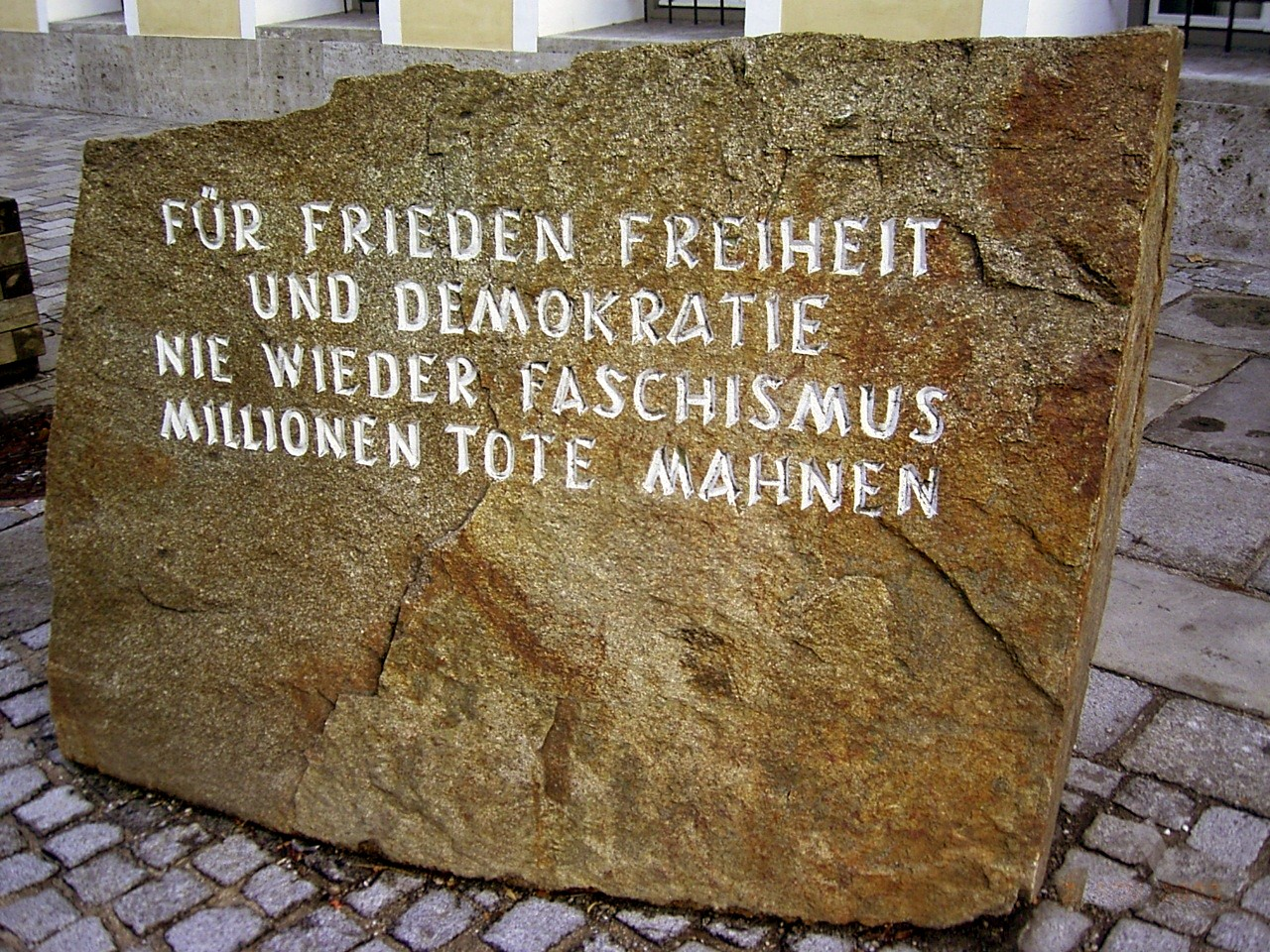
Piatră memorială în faţa casei unde s-a născut Adolf Hitler

Monumentul memorial împotriva războiului și fascismului este o piatră memorială amplasată în fața casei unde s-a născut Adolf Hitler pe strada Salzburger Vorstadt, la numărul 15, în orașul austriac Braunau am Inn. Monumentul a fost amplasat în anul 1989, la 100 de ani de la nașterea fostului dictator, la inițiativa primarului Gerhard Skiba.
Piatra de granit provine de la o carieră de piatră amplasată pe locul unde a fost lagărul de concentrare Mauthausen, lângă Linz, Austria. 
Inscripția de pe piatră memorială este: 
FÜR FRIEDEN, FREIHEIT
UND DEMOKRATIE
NIE WIEDER FASCHISMUS
MILLIONEN TOTE MAHNEN
în traducere: 
PENTRU PACE, LIBERTATE
ȘI DEMOCRAȚIE

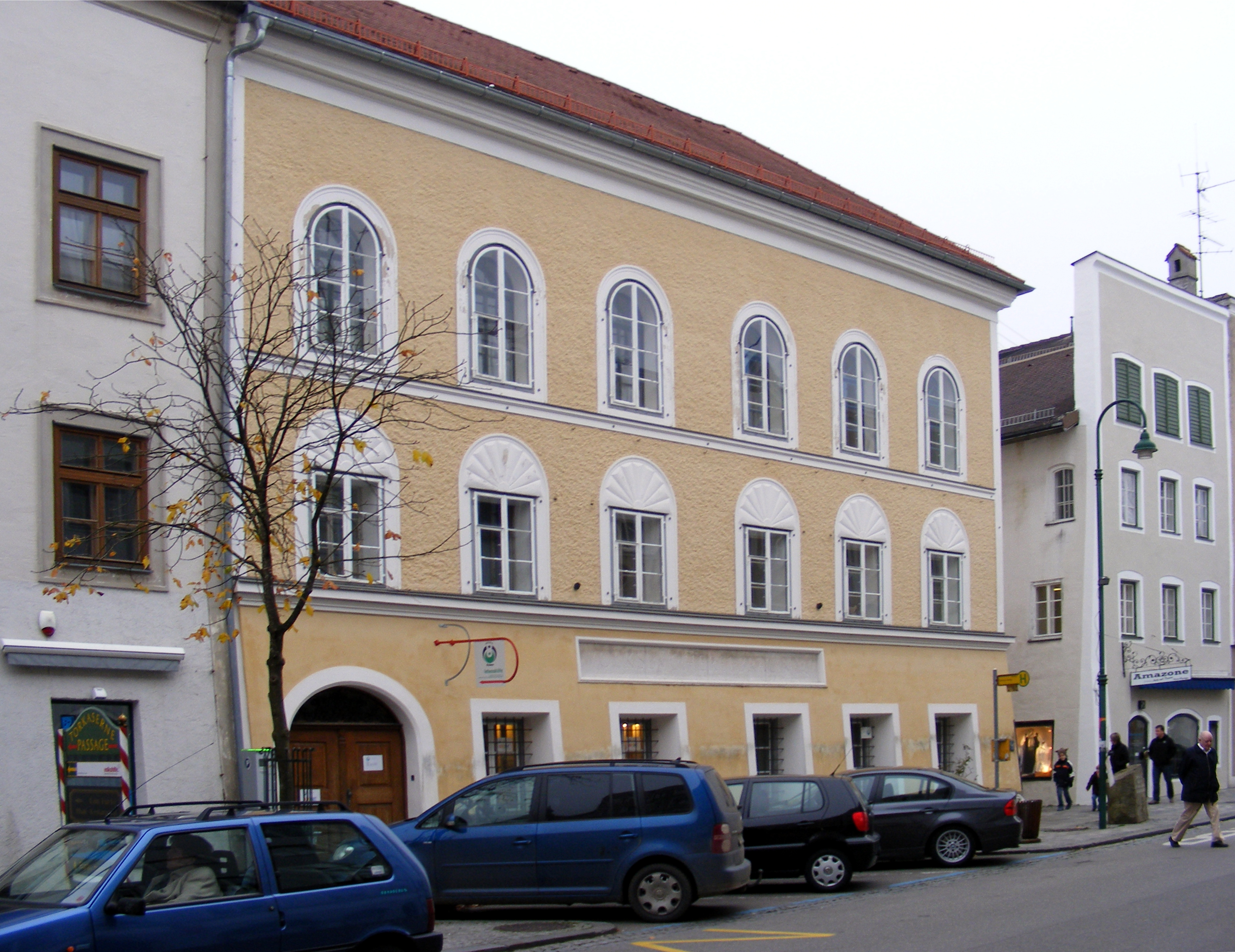
Casa unde s-a născut Adolf Hitler

NICIODATĂ FASCISM DIN NOU
MILIOANE DE MORȚI NE REAMINTESC ASTA